# Casposo
El proyecto minero Casposo se encuentra ubicado sobre el lado oriental de la cordillera frontal, a una altitud promedio de 2400 m s. n. m. distante unos 35 km de la localidad de Calingasta, en el departamento del mismo nombre, de la provincia de San Juan, en la Argentina.
Las tareas de prospección comenzaron en el año 1998, focalizando la actividad en dos objetivos principales, identificados como Kamila y Mercado, que en conjunto con otros puntos como Panzón, Oveja Negra y Cerro Norte son los que constituyen el total del proyecto.

## Geología y mineralización
Según el informe presentado por la empresa Intrepid Mines (previa operadora del proyecto antes de la adquisición de Troy Resouces Limited):

La mineralización con valores económicos de oro y plata en el proyecto Casposo ocurre en un sistema epitermal multifase de vetas con rumbos principalmente noroeste – sureste y buzamientos hacia el suroeste a subverticales, filones de brechas y stockworks, con una composición de cuarzo, adularia, calcita, illita, sericita y sulfuros. Se presenta distribuida en un área de 20 km², sobre halos de alteración propilítica. Halos de silicificación y alteración argílica se presentan paralelos a las vetas y con no más de 50 metros de ancho. Todo este sistema se encuentra íntimamente ligado a fallas tensionales, una brechización hidrotermal y a una secuencia de flujos volcánicos –piroclásticos (riolitas y andesitas) del Permo – Triásico (Grupo Choiyoi). La mena mineral incluye oro, plata nativa, electrum, acantita, argentotennantita, tetraedrita con bajo contenido en plata y sulfosales de plata, asociado con agregados minerales de pirita fina diseminada y en menor cantidad esfalerita, calcopirita, galena y localmente arsenopirita y digenita.

## Explotación
Hacia el año 2007, las reservas del proyecto Casposo se estimaban en alrededor de 400.000 onzas de oro, con lo cual, resultaba de menor importancia potencial que otros emprendimientos de la región, el menor de los cuales tenía reservas estimadas por 1.5 millones de onzas. Sin embargo, ciertas condiciones mejoraban la ecuación económico-financiera. Entre ellas la relativa poca altitud de la explotación, que minimiza el riesgo de nevadas prolongadas, la cercanía a la localidad de Calingasta, que hace innecesaria la construcción de instalaciones especiales para alojamiento de los trabajadores y optimiza la logística general. La condición más ventajosa desde el punto de vista de la rentabilidad fue la concentración del mineral en vetas, con lo cual la extracción presenta tasas de rendimiento superiores, entre 10 y 100 gramos por tonelada.
La explotación de la mina Casposo se realizó a cielo abierto hasta mitad del año 2014. A partir de esa fecha, se produjo la transición a la explotación subterránea.
Esta explotación con metodología mixta fue planeada desde el comienzo de la actividad y ya estaba contemplada en el estudio de factibilidad, sobre la base de los estudios realizados en el terreno.
Las reservas estimadas para la explotación a cielo abierto se estimaron en más de 1.350.000 toneladas, con 5,14 g/ton de oro y 89 g/ton de plata. Las reservas para la operación subterránea se estiman en alrededor de 440.000 toneladas, con 3,3 g/ton de oro y 192 g/ton de plata.